# ベラ
ベラ（倍良、遍羅、英名：Wrasse、ラス）は、スズキ目またはベラ目ベラ科 Labridae に属する魚の総称。世界中の暖かい海に約600種が生息する。日本近海には約130種が生息し、磯やサンゴ礁などで普通に見ることができる。
ベラ科の魚は体長10 - 30センチメートル程度の比較的小さな種類が多いが、コブダイなど体長1メートルに達する大型魚も含まれる。ベラ科の最大種メガネモチノウオ（ナポレオンフィッシュ）は、まれに体長2メートルを超える個体が存在する。肉食性であり、様々な小型の無脊椎動物を捕食する。小型種は大型魚の後を追って泳ぎ、驚いて飛び出た無脊椎動物を捕食することがある。タキベラ属、ギチベラ属、イトヒキベラ属、ホホスジモチノウオ属、クジャクベラ属の幼魚はパラオクサビライシなどのクサビライシ科の触手の間に隠れる。
多くは鮮やかな色彩をもち、雄と雌で体色が異なる。成長に伴って性転換を行う種も多い。キュウセンなど一部の種は、夜には砂に潜って眠ることが知られている。ソメワケベラの仲間は、他の魚の口の中や体表を掃除するという特異な生態をもっており、掃除魚などと呼ばれる。

## 名称
英名の「wrasse」はコーンウォール語の「wragh」に由来し、これはコーンウォール英語の「wrath」から変化したもので、老婆や魔女を意味する「gwragh」の子音弱化の結果である。これはウェールズ語の「gwrach」やブルトン語の「gwrac'h」と関連がある。

## 分類
ブダイ科は伝統的に独立の科として扱われてきたが、ベラの中でも基部系統に位置することが分かっており、ベラ科の亜科または族として扱う見解もある。オダクス科も独自の科とされてきたが、Hypsigenyini 族の基底的な分類群であることが判明しており、最も近縁なのはイラ属である。

## 下位分類
ここではKuiter（2015)が示した分類を参考とした。

### Hypsigenyines
従来のタキベラ亜科+ブダイベラ。大型種が多く食用になるほか、小型種は観賞魚として飼育されることがある。ブダイベラの幼魚はクリーナーでもある。
- ブダイベラ属 Pseudodax ー 従来は本種のみで独自の亜科とされた。ブダイベラのみの1属1種
- イラ属 Choerodon ー イラモドキ属やシチセンベラ属を含む。インドー西太平洋。イラ、シチセンベラ、シロクラベラなど
- Xiphocheilus 属 ー ホホスジベラのみの1属1種
- タキベラ属 Bodianus ー 三大洋の暖かい海。キツネダイ、キツネベラ、タキベラなど。
- カザリアカボウ属 Decodon ー 三大洋の深海。カザリアカボウなど。
- キスジアカボウ属 Polylepion ー インドー太平洋域、東太平洋、大西洋に各1種。キスジアカボウなど。
- ミヤビベラ属 Terelabrus ー 小型種が多い。アマナミヤビベラ、キスゲミヤビベラなど。
- コブダイ属 Semicossyphus ー 大型種3種からなる。Kuiter(2015)ではタキベラ属の亜属。東太平洋に2種、北西太平洋に1種。コブダイなど。
- Clepticus 属 ー 大西洋にすむ3種のみ。クレオールラスなど。
- Achoerodus 属 ー オーストラリア近海の大型種2種。
- Anchichoerops 属 ー クワズール・ナタール州から喜望峰東部までの南アフリカ。1属1種。
- Lachnolaimus 属 ー 西大西洋のオオキツネダイ[11]1属1種。

### Odacines
オーストラリア・ニュージーランド近海にのみ分布。従来はオダクス科という別科であった。藻場にすみ、ヨウジウオなどの仲間に似た種も知られている。
- Odax 属 ー 2種
- Neoodax 属 ー 1種
- Haletta 属 ー 1種
- Heteroscarus 属 ー レインボーケイル1種
- Olisthops 属 ー 1種
- Parodax 属 ー 1種
- Sheardichthys 属 ー 4種
- Siphonognathus 属 ー ナノハナフキエベラ[12]1種のみ。体が非常に細長い。

### Labrines
すべての種が大西洋および地中海に分布。
- バランベラ属[13] Labrus ー 4種
- Acantholabrus 属 ー 1種
- Centrolabrus 属 ー 2種
- Symphodus 属 ー 10種
- Ctenolabrus 属 ー 1種
- Lappanella 属 ー 2種。やや深い海にすむ。
- Tautoga 属 ー トートグのみ。91cmになる大型種。ノヴァスコシアからノースカロライナに生息。
- Tautogolabrus ー 1種

### Pseudocheilines
すべての種がインドー中央太平洋(ハワイ諸島含む)に分布しているが、わずかな種がスエズ運河経由で地中海に進出している。小型で飼育しやすくアクアリストに人気があるものを多く含む。
- イトヒキベラ属 Cirrhilabrus ー 少なくとも60種以上。Conniella属とされたものも現在はこの属に含まれる。イトヒキベラ、ニシキイトヒキベラなど。
- クジャクベラ属 Paracheilinus ー 少なくとも20種。インドー太平洋のサンゴ礁域にすむ。クジャクベラなど。
- ニセモチノウオ属 Pseudocheilinus ー 7種。インドー太平洋にすみハワイ諸島にもいる。ニセモチノウオ、ヒメニセモチノウオ、ヤスジニセモチノウオなど。
- Pseudocheilinops 属 ー 1種。インドネシア、フィリピン、パラオに分布。ニセモチノウオ属の魚に似る。
- オハグロベラ属 Pteragogus ー インドー西太平洋、紅海。一部地中海にすむ。オハグロベラなど。

### Cheilines
1種をのぞきインドー中央太平洋(ハワイ諸島含む)に分布している。大型種が多く食用になる。
- ギチベラ属 Epibulus ー ギチベラなど2種。口を長く伸ばすことができる。
- モチノウオ属 Cheilinus ー ベラ科最大種のメガネモチノウオや、ヤシャベラ、ミツバモチノウオなどを含む。
- ホホスジモチノウオ属 Oxycheilinus ー Kuiter(2015)ではモチノウオ属に含む。タコベラ、ヒトスジモチノウオなど。
- ハシナガベラ属 Wetmorella ー ほかのベラの幼魚に擬態する。小型種で観賞魚として人気。ハシナガベラなど3種。
- Doratonotus 属 ー 唯一の大西洋産の属でドワーフラス1種のみ。海藻に擬態し、オハグロベラの幼魚にも似る。

### Julidines
もっとも数が多く、属数も非常に多い。
- ニシキベラ属 Thalassoma ー 三大洋の温暖な海域。ニシキベラ、ヤマブキベラ、オトメベラなど
- クギベラ属 Gomphosus ー インドー太平洋(ハワイ諸島含む)。クギベラなど
- ススキベラ属 Anampses ー インドー太平洋(ハワイ諸島含む)。ブチススキベラなど。
- ノドグロベラ属 Macropharyngodon ー インドー太平洋(ハワイ諸島含む)。一部はホンベラ属にも含まれた。ノドグロベラ、セジロノドグロベラなど。
- ホンベラ属 Halichoeres ー Kuiter(2015)ではIridio、 Platyglossus、Octocynodon、 Biochoeres、Whitleychoeres、 Hemitautogaなどの属に分割している。ホンベラ、トカラベラ、ミツボシキュウセンなど。
- キュウセン属 Parajulis ー キュウセンのみ
- Xenojulis 属 ー オハグロベラ属に見た目が似ているがこのグループに含まれる。2種。
- Leptojulis 属 ー ホンベラ属に近縁で3種。
- イトベラ属 Suezichthys ー 少なくとも11種。インドー中央太平洋、トリスタンダクーニャ島(南大西洋)。イトベラなど。
- カンムリベラ属 Coris ー Kuiter(2015)では Allocoris、Julis、Hemicolis などの属に分けている。インドー太平洋のほか、東太平洋、地中海にもいる。カンムリベラ、ツユベラ、スジベラ、ムスメベラなど。
- シラタキベラダマシ属 Pseudocoris ー インドー太平洋域。シラタキベラなど。
- シロタスキベラ属 Hologymnosus ー インドー太平洋域。シロタスキベラ、ナメラベラなど。
- Ophthalmolepis 属 ー オーストラリア、ニュージーランド近海にすむマオリラス1種のみ
- Minilabrus 属 ー 紅海に住む1種のみ
- ササノハベラ属 Pseudolabrus ー オーストラリア、ニュージーランドおよびその周辺の島嶼、ポリネシア、中国、日本近海などに分布。アカササノハベラ、ホシササノハベラなど。
- Notolabrus 属 ー ササノハベラ属に近いと考えられる。オーストラリアやニュージーランドなどに分布。スポッティ、クロオビベラなど。
- Pictilabrus 属 ー ササノハベラ属に近しい。オーストラリアやニュージーランドなど。セネターラスなど。
- Austrolabrus 属 ー オーストラリア固有の1種。
- Dotalabrus 属 ー オーストラリア近海に2種が知られる。
- Eupetrichthys 属 ー オーストラリア近海の1属1種
- オグロベラ属 Pseudojuloides ー インドー中央太平洋(ハワイ諸島を含む)。オグロベラ、オトヒメベラなど
- Sagittalarva 属 ー 1属1種。オグロベラ属から独立した。
- カミナリベラ属 Stethojulis ー インドー中央太平洋(ハワイ諸島を含む)。カミナリベラ、オニベラ、アカオビベラなど。
- Oxyjulis 属 ー 1属1種
- Malapterus 属 ー ホホダレベラ1種のみ[14]。チリ、ファンフェルナンデス諸島に分布。
- タレクチベラ属 Hemigymnus ー インドー太平洋に3種。タレクチベラ、シマタレクチベラなど

### Labrichthyines
クリーナーであるソメワケベラ属を含む。ほかの種も幼魚のうちはクリーニングをするが、成魚はサンゴを食べたりする。すべての種がインド―太平洋地域にすむ。
- ソメワケベラ属 Labroides ー 4つの既知種と1種の未記載種。クリーナーとして有名。ホンソメワケベラ、ソメワケベラなど。
- マナベベラ属 Labropsis ー 6種。マナベベラ、ミヤケベラなど。
- クロベラ属 Labrichthys ー インドー太平洋。1つの既知種と1種の未記載種。クロベラなど。
- Larabicus 属 ー ダキジマベラ1種のみ[15]。紅海に分布。幼魚はクリーナーだが、成魚ではサンゴを食べる。
- Diproctacanthus 属 ー キバカマベラ[15]1種のみ。西太平洋。幼魚はクリーナー。

### Cheilionines
カマスベラ属のみが含まれる。
- カマスベラ属 Cheilio ー カマスベラ1種のみ

### Novaculines
体が側扁し、危険が迫ると砂中に潜むものを多く含む。
- テンス属 Iniistius ー テンス、ホシテンス、ヒラベラなど。Kuiter(2015)ではXyrichtysが使用されている。
- Xyrichtys ー 11種
- テンスモドキ属 Novaculops ー テンスモドキなど
- オビテンスモドキ属 Novaculichthys ー オビテンスモドキのみ。Kuiter(2015)ではオオヒレテンスモドキも含む。
- オオヒレテンスモドキ属 Novaculoides ー オオヒレテンスモドキのみ。Kuiter(2015)ではオビテンスモドキ属の中に含む。
- タテヤマベラ属 Cymolutes ー タテヤマベラなど3種
- スナベラ属[16] Ammolabrus ー スナベラとインド洋産の未記載種
- Frontilabrus 属 ー Frontilabrus caeruleus のみ

## 形態

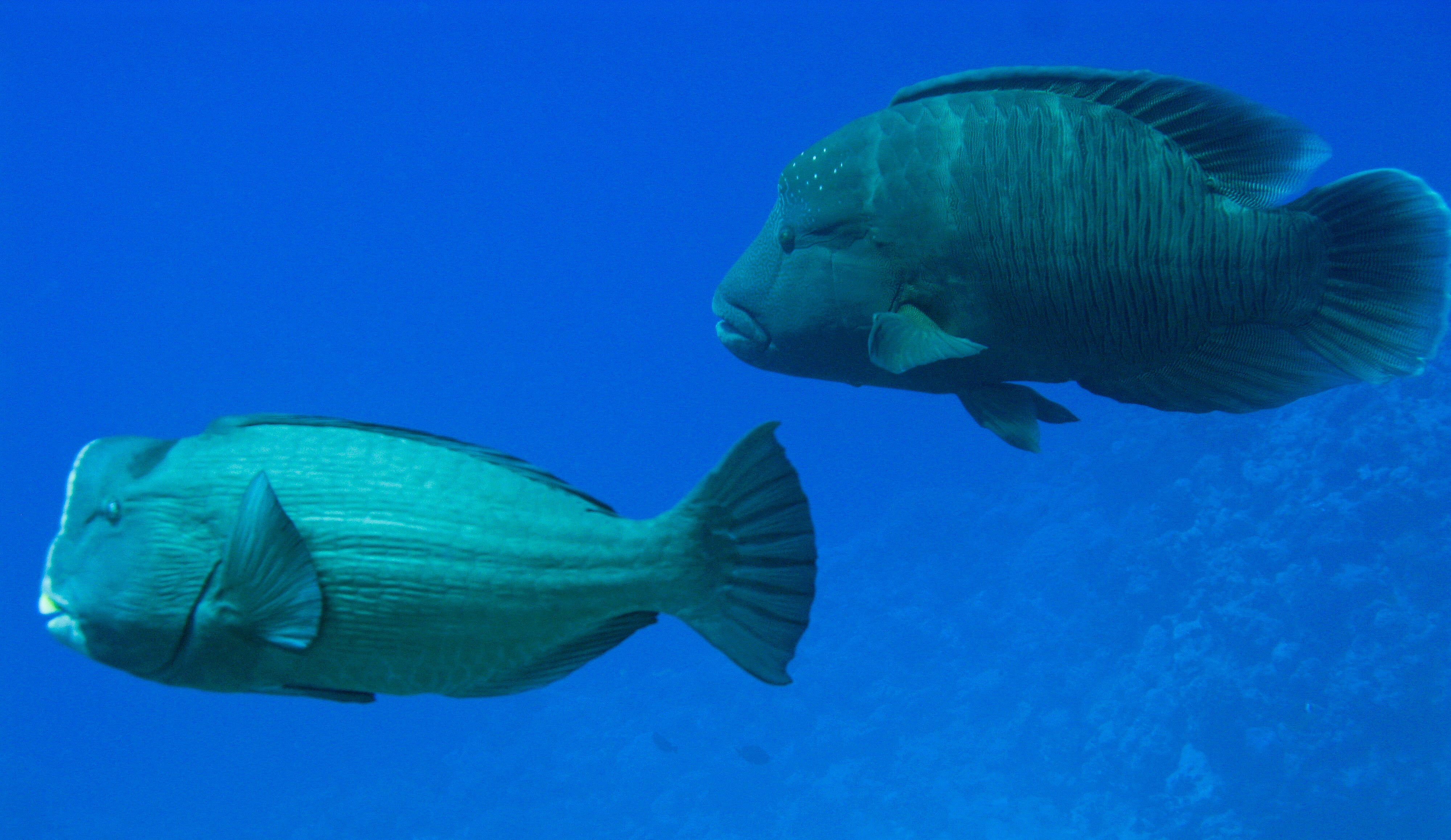
ベラ科最大種のメガネモチノウオ(右)。左はカンムリブダイ

口は伸長し、外側に突き出る独立した歯を持つ。多くの種は厚い唇を持つ。唇の内側は奇妙に折り畳まれていることもあり、ドイツ語では「Lippfische (唇の魚)」、オランダ語でも同義の「lipvissen」と呼ばれている。背鰭は8-21棘と6-21軟条から成る。性的二形があり、多くの種は性転換する。幼魚には雄と雌がおり、イニシャルフェイズ(IP)と呼ばれるが、最も大きな成魚は縄張りを保持する雄となり、ターミナルフェイズ(TP)と呼ばれる。

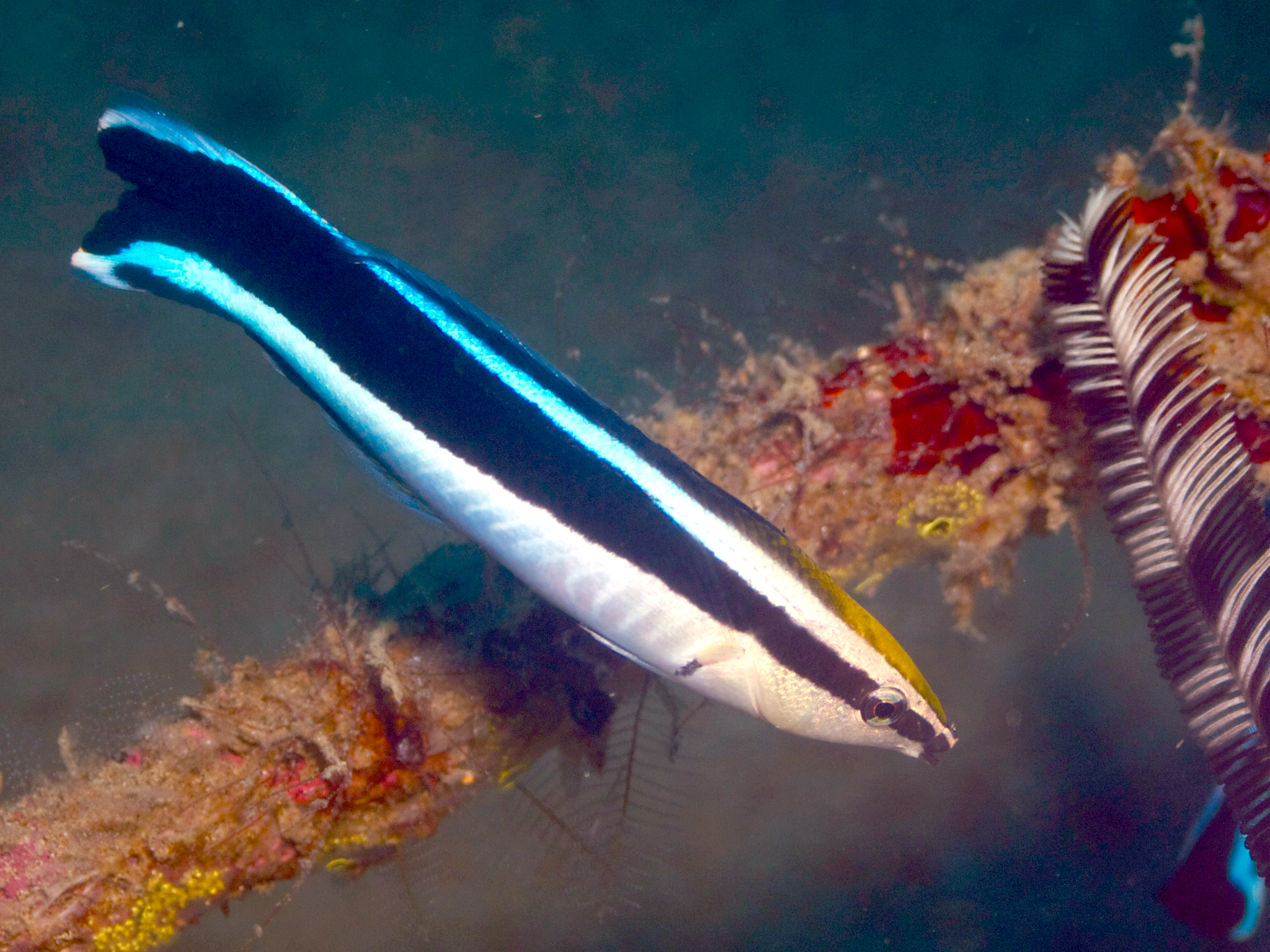
小型のホンソメワケベラ

ベラはその顎の構造から、魚類におけるバイオメカニクスの主要な研究対象となっている。鼻骨と下顎骨の後端は硬い脳函に連結され、上顎骨の上部関節と下部関節はそれぞれこれら2つの骨の前端に連結され、可動する関節で連結された4つの硬い骨を形成している。この連結はさまざまな配置で顎の素早い突出や力強い噛みつきを可能としている。ベラの実際の形態はこれを反映しており、多くの系統が類似または同一の生態学的ニッチで同じ機能をもたらす異なる顎の形態を示している。
成魚の大きさは全長10センチメートルほどのホンソメワケベラから、2メートル以上に達するメガネモチノウオまで種類によって異なるが、ふつう海岸で見られるのは全長20センチメートルほどの小型種が多い。体は細長く側編し、海藻やサンゴ、岩のすき間をすり抜けるのに都合がよい体型をしている。また、種類によっては体をくねらせて砂にもぐることもできる。
体表はスズキ類やイワシなどにくらべて粘液が多く、ぬるぬるしている。体色は種類によってさまざまで、白、黒、青、緑、橙、赤などの組み合わさった美しい体色の種類もいる。また、性別や成長の度合いによって体色がちがう種類もいて、同種でも雄と雌、幼魚と成魚で別種のようにみえる種類もある。

## 分布と生息地
大西洋、インド洋、太平洋の熱帯および亜熱帯海域に分布し、一部の種は温帯海域にも分布する。バランベラはノルウェーまで分布している。浅い海の砂底、岩礁、サンゴ礁に生息する。日本には約50属150種が分布する。

## 生態と行動
ほとんどの種類が肉食性で、丈夫な歯をもち、ゴカイや貝、甲殻類などを捕食する。また、ほぼすべての種類が昼行性で、夜は岩陰にひそんだり、海底の砂に潜ったりして眠る。同じようにして冬眠をおこなう種類もある。

### 繁殖
雌性先熟の雌雄同体で、性転換して雄になった個体は雌を惹きつける派手な色彩に変化し、縄張り内の複数の雌とハーレムを形成して繁殖を行う。カリフォルニアヒツジベラはこの繁殖方法をとる。雌雄同体により、複雑な繁殖が可能になる。一夫多妻、レック型、乱交という3つの異なる繁殖方法を示す。集団で産卵するか、つがいで産卵するかは、雄の体の大きさによって異なる。浮遊卵を大量に放出し、潮流によって拡散させる一斉産卵を行うため、子の世話は行わない。ただし、一斉産卵を示さず、育児を行う分類群もいる。種類によっては生まれながらの雄もおり、雌が性転換した雄を二次雄、生まれながらの雄を一次雄と呼ぶ。一次雄は集団産卵やスニーキング、ストリーキングにより繁殖を行うが、二次雄と同じ派手な色彩に変化し、縄張りを持つこともある。
雌性先熟であるため、一般的に雌から雄に性転換するが、条件によっては雄から雌に性転換することもある。ホンソメワケベラの2匹の雄を同じ水槽に入れると、小さい方が雌に戻る。一般的に最も大きな雌が性転換するが、性転換を控えることで適応度を最大化できる場合、性転換を行わない。

### 育児
Labrini は始新世に他の系統群から分岐した。Labrini は8属から構成され、23種のうち15種が育児を行う。育児行動は単純なものから複雑なものまで様々で、雄は藻でできた巣や粗い空洞を作り、卵を換気し、同種の雄や捕食者から巣を守る。育児を行う種では、卵は親の世話なしでは生き残ることができない。Symphodus 属、Centrolabrus 属、バランベラ属の種が育児を行う。

### 性別
3種類の性的発達があり、種によって異なる。ここでの性別は機能的な性別、すなわち繁殖の際の個体の役割を指す。一部の種は雌雄異体であり、性転換が存在しない。雌雄同体の種は雌性先熟の性転換を示し、雌が雄に性転換する。全ての個体が雌として生まれる種(Monandric)と、雌雄両方が生まれる種(Diandric)が存在する。
進化論的には、ベラの系統はMonandricへと発達する傾向がある。Monandricの系統がDiandricへ直接移行することはめったになく、まず雌雄異体を経て移行する。

### 道具の使用
大きな岩や硬いサンゴを金床のように使い、硬い殻の獲物を叩き割ることがある。少なくともいくつかの種は、特定の岩やサンゴをこの目的のために繰り返し使う。二枚貝、ウニ、カニなどの無脊椎動物を食べる際に行う行動だが、Choerodon cyanodus が若いアオウミガメを叩き割る様子が撮影されたことがある。 
イラ属のクサビベラ、C. cyanodus、C. graphicus、シロクラベラ、カンムリベラ属のカンムリベラ、C. bulbifrons、C. julis、C. sandeyeri、モチノウオ属のヤシャベラ、C. lunulatus、ミツバモチノウオ、ニシキベラ属のセナスジベラ、ヤンセンニシキベラ、オトメベラ、ヤマブキベラ、アメジマニシキベラ、Symphodus 属の S. mediterraneus、ホンベラ属の H. garnoti、トカラベラ、タキベラ属の B. pulcher、ササノハベラ属の P.luculentus と、8属21種がこの行動を行う。

### 掃除

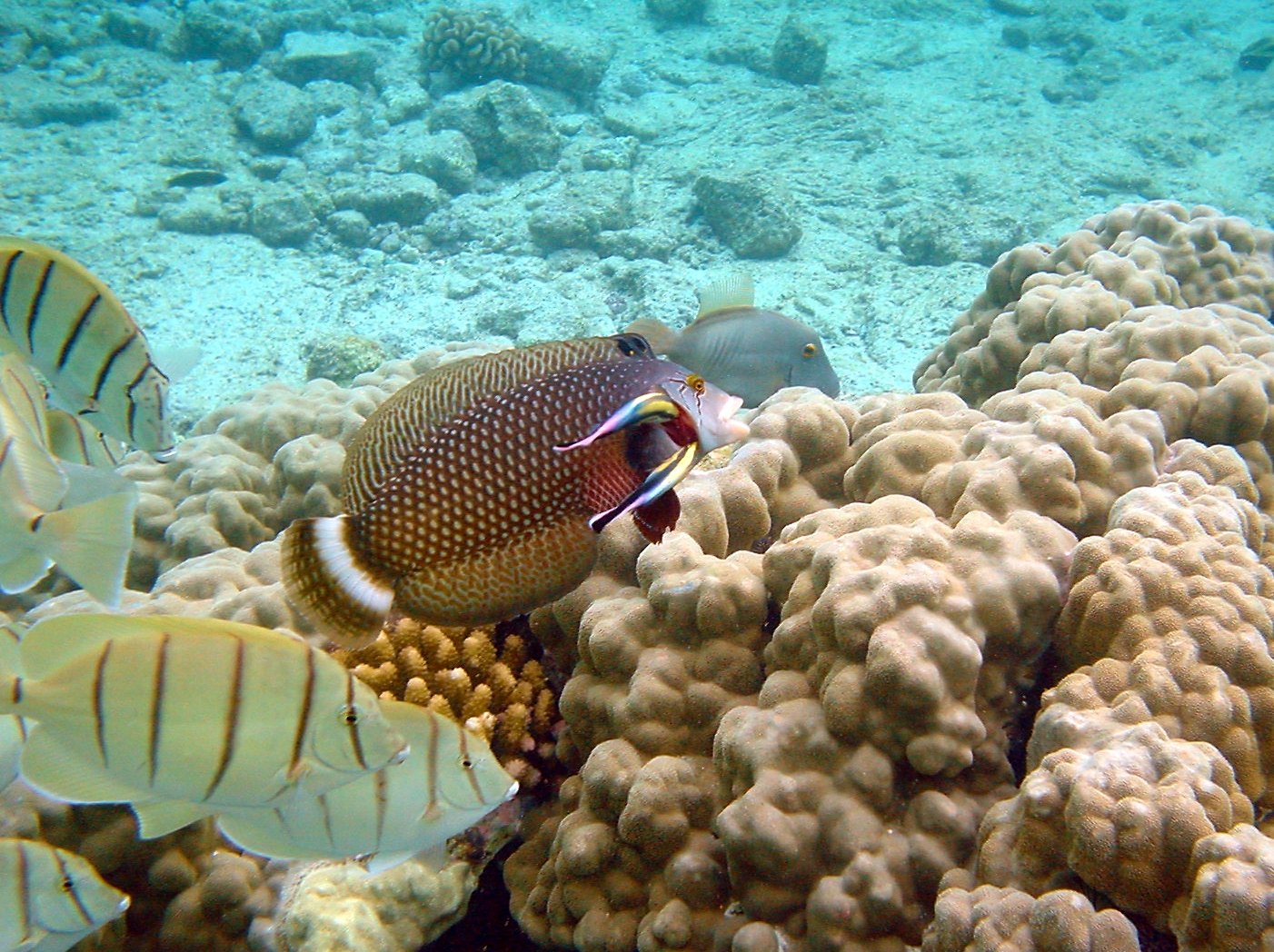
オビテンスモドキを掃除する

ベラ科には掃除魚の中でも有名な種が含まれる。大型の肉食魚であっても共生関係にあり、体表の寄生虫などを取り除き、ベラはそれらを食べる。魚たちはベラの「クリーニングステーション」に集まり、掃除魚がウミクワガタなどの寄生虫を取り除くのを待ち、掃除魚は開いた口や鰓に入って寄生虫を除去する。
掃除魚は死んだ組織、鱗、寄生虫を食べるが、健康な組織や粘液を食べることもある。ホンソメワケベラは、熱帯のサンゴ礁で最も一般的な掃除魚の1種である。掃除魚が捕食者に食べられることはほとんどない。掃除魚を食べることによる短期的な利益よりも、大型魚の生存にとっては寄生虫の除去の方が重要であるためと考えられる。
2019年の研究では、ホンソメワケベラがミラーテストに合格した。これは魚類としては初めてのことである。このテストの考案者であるアメリカの心理学者のゴードン・G・ギャラップは、この魚はおそらく他の魚を掃除しようとしただけで、自己認識は示していないのではないかと指摘した。研究者らは、ホンソメワケベラが鏡で自分の姿を確認していたことから、鏡に映っている姿が自分の体だと認識していたと反論した。2024年の研究では、鏡を知らないホンソメワケベラは、自分より10%大きいか10%小さいベラの写真に対して、最初は攻撃性を示した。しかし鏡に映った自分の姿を見ると、自分より10%大きい写真と対峙することを避けた。

### 寄生虫
2015年には127種のベラから、338の寄生虫分類群が特定された。

## 人との関わり
アメリカ大陸に生息するトートグなど一部の種は遊漁の対象となる。トートグは先住民の最も一般的な食料にもなっていた。サーモン養殖場でウオジラミ科を除去する掃除魚として使用されることもある。養殖におけるウオジラミの駆除のために、スコットランドではベラの養殖が行われている。

### 食用としての漁獲
春から秋にかけてよく漁獲されるが、冬のコブダイなど一部を除くと漁業価値は低い。特に釣りで多く漁獲されるが、関東では「餌盗り」や「外道」として扱われ、釣ったその場で捨てられることもある。一方、関西では高級魚として扱われ専門の遊漁船も出るほど人気がある。なお夜は休眠するので、あまり漁獲されない。
キス、コチ等が釣れることもある。餌にはゴカイ類、貝類がいい。
身は軟らかいが、刺身、煮付け、唐揚げ、南蛮漬けなど、いろいろな料理で食べられる。キュウセンは関東地方などの東日本では評価が低いが、関西以西、特に瀬戸内海沿岸ではギザミと呼ばれ、美味な魚として評価されている。これは太平洋で育ったものは身が締まらず水っぽく大味になるのに対し、瀬戸内海などで育ったものは早い潮流によって身が引き締まるためである。したがって、個々の地域による文化的、味の嗜好で、価値観の差違が発生しているわけではない。長崎県ではクサビ、クサブと呼ばれる。

### アクアリウム
ベラ科の魚はアクアリウムの世界で人気が高いものが数多く含まれる。人気が高いのはイトヒキベラ属、クジャクベラ属、ニセモチノウオ属、ホンベラ属、カンムリベラ属で、これらの属の種は概ね丈夫で飼育しやすい。ただし、一部の種は夜間の休息時や睡眠時に砂にもぐる習性があることから、細かいパウダー状のサンゴ砂を敷いてやる必要がある。ススキベラ属、オグロベラ属、カミナリベラ属の魚も美しい色彩を持つが、これらの属の魚はデリケートで飼育が難しい。多くの種はサンゴや他の魚に無害であるが、タキベラ属の魚やモチノウオ属の魚は小魚を好んで食べ、Labricthyinesの種の中にはサンゴを好んで捕食するような種もいる。